# Bettina Le Beau
Bettina Le Beau (23 de marzo de 1932-Amberes, Bélgica 8 de septiembre de 2015), también conocida como Bettine Le Beau, es una actriz belga conocida por sus películas y apariciones televisivas y de radio en el Reino Unido.

## Vida
Durante la Segunda Guerra Mundial fue separada de sus padres por judía y fue llevada a un campo de concentración en el sur de Francia. Escapó del campo de Gurs y una familia le escondió de los nazis. Fue a Inglaterra en 1945 y asistió al Pitman's College. Trabajó como modelo, grafóloga y artista de cabaret y aprendió varios idiomas.
Como actriz sus apariciones televisivas incluyen The Benny Hill Show, The Prisoner, Call My Bluff y The Golden Shot. Sus apariciones en el cine incluyen My Last Duchess, A Ferry Ann, Devil's Daffodil y un papel desacreditado como la secretaria del Profesor Dent en la primera película de James Bond, Dr No. En radio, fue regular en el programa de BBC World Animal, Vegetable and Mineral, una versión de Twenty Questions.
Trabajó en un programa para mujeres en la radio y escribió un libro titulado Help Yourself to Happiness (ISBN 0953421600). También ha impartido conferencias sobre el Holocausto.